# Dollar des îles Cook
Le dollar est la monnaie des îles Cook depuis 1967. Avant 1972, la livre néo-zélandaise puis le dollar néo-zélandais ont circulé dans les îles Cook.

En 1972, des pièces de monnaie sont spécialement émises pour les îles Cook, puis des billets qui apparaissent à partir de 1987.

Le dollar est subdivisé en 100 cents, même si les pièces de 50 cents portent la dénomination de 50 tene. 

Le dollar des îles Cook est indexé sur le dollar néo-zélandais, comme partie intégrante de ce dernier.